# Hollywood Park, Texas
Hollywood Park là một thị trấn thuộc quận Bexar, tiểu bang Texas, Hoa Kỳ. Năm 2010, dân số của thị trấn này là 3062 người.

## Dân số
- Dân số năm 2000: 2983 người.
- Dân số năm 2010: 3062 người.